# Culiciforma
Culiciforma – wymarły rodzaj owadów z rzędu Reculida i rodziny Lemmatophoridae, obejmujący tylko jeden znany gatunek: Culiciforma formosa.
Rodzaj i gatunek opisany został w 2004 roku przez Daniła Aristowa. Opisu dokonano na podstawie pojedynczej skamieniałości przedniego skrzydła, odnalezionej w formacji Koszelewka, w rosyjskiej Czekardzie i pochodzącej z piętra kunguru w permie.
Owad o smukłym ciele długości 15,5 mm. Jego długie, nitkowate czułki miały powiększone pierwsze człony i silnie wydłużone człony w częściach odsiebnych. Stosunkowo duża głowa wyposażona była w duże, owalne oczy. Przedplecze miał odwrotnie trapezowate, zaokrąglone,  o paranotaliach bardzo wąskich w kątach przednich i gwałtownie rozszerzonych z tyłu. Długości śródplecza i zaplecza były podobne. Odnóża miał smukłe, ale niewydłużone. Przednie skrzydło miało długość 15 mm, nieco wypukłą przednią krawędź i nieco węższe od kostalnego pole subkostalne. W jego użyłkowaniu zaznaczały się: sięgająca wierzchołkowej ⅓ skrzydła żyłka subkostalna, zaczynający się w połowie jego długości i wyposażony w dwa odgałęzienia sektor radialny, mająca trzy odnogi przednia żyłka kubitalna oraz żyłki medialne przednia i tylna piłkowane ku tyłowi i z 2–3 odnogami. Tylne skrzydło miało 14 mm długości, prosty przedni brzeg oraz sektor radialny u nasady scalony z, wyposażoną w dwie odnogi, przednią żyłką kubitalną. Na smukłym odwłoku widocznych było 10 tergitów, a jego czubek nie sięgał szczytów skrzydeł. Krótkie pokładełko zaopatrzone było w faliste walwy.